# Breux
Breux is een gemeente in het Franse departement Meuse (regio Grand Est) en telt 265 inwoners (2012). De plaats maakt deel uit van het arrondissement Verdun en ligt aan een zijloop van de Thonne. Bij de buurtschap Fagny komen de grenzen van de gemeente met België (de gemeente Meix-devant-Virton) en met het departement Ardennes (de gemeente Margny) samen.
Breux is een langgerekt straatdorp van ruim een kilometer lang. Het heeft zijn huidige vorm gekregen doordat de oude dorpskom, de huidige rue de la Vieille Ville en omgeving, en het voormalige gehucht Esclapi aan elkaar zijn vastgegroeid.
Van de twee middeleeuwse kastelen die ooit in Breux stonden, zijn de laatste resten begin twintigste eeuw geruimd. Er herinneren slechts twee veldnamen aan: Le Château (bij het binnenkomen van het dorp uit zuidelijke richting rechts van de doorgaande weg) en Le Chevalier (in de buurt van het kerkhof).
Breux kent geen bezienswaardigheden van betekenis, maar de groene, heuvelachtige omgeving is in trek bij wandelaars, fietsers en ruiters. Ondanks het geringe inwonertal is het dorp enkele gîtes, een café/muziekstudio, een zadelmakerij, een groentekwekerij, een zagerij/tuinmeubelmakerij en een tattoostudio rijk.

## Geografie
| Aangrenzende gemeenten | Aangrenzende gemeenten | Aangrenzende gemeenten | Aangrenzende gemeenten | Aangrenzende gemeenten        |
| ---------------------- | ---------------------- | ---------------------- | ---------------------- | ----------------------------- |
| Herbeuval Margny       |                        | Limes                  |                        | Meix-devant-Virton Gérouville |
|                        |                        |                        |                        |                               |
| Thonne-le-Thil         | Sommethonne            |                        |                        |                               |
|                        |                        |                        |                        |                               |
| Thonnelle              |                        | Avioth                 |                        | Thonne-la-Long                |

De onderstaande kaart toont de ligging van Breux met de belangrijkste infrastructuur en aangrenzende gemeenten.

## Demografie
Onderstaande figuur toont het verloop van het inwonertal (bron: INSEE-tellingen).